# Матчи женской сборной России по футболу 2009
Восемнадцатый сезон женской сборной России по футболу.

## Рейтинг ФИФА
С 2003 года ФИФА начала публиковать рейтинги женских сборных на постоянной основе.
| дата             | место | рейтинг |
| ---------------- | ----- | ------- |
| 12 декабря 2008  | 15    | 1884    |
| 27 марта 2009    | 15    | 1868    |
| 26 июня 2009     | 15    | 1864    |
| 25 сентября 2009 | 17    | 1830    |
| 18 декабря 2009  | 15    | 1850    |

## Чемпионат Европы
предшествующие события
- 4 июля запущена акция «Болей за наших на Евро-2009!»
- сыграны контрольные матчи с: Китаем (6 и 9.07), Германией (6.08), Нидерландов (13.08) и России до 19 лет (16.08).
- Гус Хиддинк (Нидерланды) - провел открытую тренировку (10.08) сборной[7].

Россия третий раз участвовала в финальной стадии Чемпионата Европы, оно и оказалось худшим в истории.
| год   | место | игры | выигрыши | ничьи | поражения | разность мячей |
| ----- | ----- | ---- | -------- | ----- | --------- | -------------- |
| 1997  | 8     | 3    | 0        | 0     | 3         | 2—6            |
| 2001  | 6     | 3    | 0        | 1     | 2         | 1—7            |
| 2009  | 12    | 3    | 0        | 0     | 3         | 2—8            |
| Всего | Всего | 9    | 0        | 1     | 8         | 5—21           |

Состав сборной на турнире
| №              | Имя                  | Клуб                        | Дата рождения   | Возраст | Игр     | Голов   |
| Вратари        | Вратари              | Вратари                     | Вратари         | Вратари | Вратари | Вратари |
| -------------- | -------------------- | --------------------------- | --------------- | ------- | ------- | ------- |
| 1              | Эльвира Тодуа        | «Россиянка» (Красноармейск) | 31 января 1986  | 23 года | 1       | -2      |
| 12             | Елена Кочнева        | «ШВСМ Измайлово» (Москва)   | 27 августа 1989 | 21 год  | 2       | -6      |
| 20             | Галина Важнова       | «Россиянка»                 | 18 января 1968  | 41 год  | —       | —       |
| Защитники      |                      |                             |                 |         |         |         |
| 3              | Анна Кожникова       | «Россиянка»                 | 10 июля 1987    | 22 года | 1       | —       |
| 6              | Надежда Мыскив       | «Россиянка»                 | 7 марта 1988    | 21 год  | 1       | —       |
| 7              | Оксана Шмачкова      | «Россиянка»                 | 20 июня 1981    | 28 лет  | 2       | —       |
| 8              | Валентина Савченкова | «Звезда-2005» (Пермь)       | 29 апреля 1983  | 26 лет  | 3       | —       |
| 11             | Ольга Порядина       | «Россиянка»                 | 10 декабря 1980 | 28 лет  | 3       | —       |
| 16             | Наталья Перцева      | «Россиянка»                 | 4 июня 1984     | 25 лет  | 3       | —       |
| 19             | Ксения Цыбутович     | «Звезда-2005»               | 26 июня 1987    | 22 года | 3       | 1       |
| Полузащитники  |                      |                             |                 |         |         |         |
| 4              | Екатерина Сочнева    | «ШВСМ Измайлово»            | 12 августа 1984 | 25 лет  | 1       | —       |
| 5              | Татьяна Скотникова   | «Россиянка»                 | 27 ноября 1978  | 31 год  | 3       | —       |
| 9              | Елена Фомина         | «ШВСМ Измайлово»            | 5 апреля 1979   | 30 лет  | 3       | —       |
| 13             | Алла Рогова          | «ШВСМ Измайлово»            | 27 июля 1983    | 26 лет  | —       | —       |
| 14             | Надежда Харченко     | «Россиянка»                 | 27 марта 1987   | 22 года | 1       | —       |
| 15             | Ольга Петрова        | «Россиянка»                 | 9 июля 1986     | 23 года | 3       | —       |
| 18             | Светлана Цидикова    | «Звезда-2005»               | 4 февраля 1985  | 24 года | —       | —       |
| 21             | Елена Морозова       | «Россиянка»                 | 15 марта 1987   | 22 года | 3       | —       |
| Нападающие     |                      |                             |                 |         |         |         |
| 2              | Елена Терехова       | «Россиянка»                 | 5 июля 1987     | 22 года | 1       | —       |
| 10             | Олеся Курочкина      | «Звезда-2005»               | 6 сентября 1983 | 25 лет  | 3       | 1       |
| 17             | Елена Данилова       | «Россиянка»                 | 17 июня 1987    | 22 года | 3       | —       |
| 20             | Наталья Барбашина    | «Звезда-2005»               | 26 августа 1973 | 36 лет  | 2       | —       |
| Главный тренер |                      |                             |                 |         |         |         |
| Флаг России    | Игорь Шалимов        | Игорь Шалимов               | 2 февраля 1969  | 40 лет  |         |         |

## Матчи
Матчи женской сборной России по футболу в 2009.
| матчи             | игры | выигрыши | ничьи | поражения | разность мячей |
| ----------------- | ---- | -------- | ----- | --------- | -------------- |
| официальные       | 15   | 5        | 1     | 9         | 21—24          |
| тренировочный     | 1    | 1        | 0     | 0         | 11—0           |
| благотворительный | 1    | 0        | 1     | 0         | 3—3            |

### Официальные матчи
Легенда
 Победа сборной России
 Ничья
 Поражение сборной России
| 5 марта 2009 Товарищеский матч Кубок Кипра | Нидерланды     | 2:1   | Россия               | Макариос          |
| | Melis 39′, 45′ | отчет | 43′ (пен.) Мокшанова | Стадион: Макариос |
| Россия: Тодуа ( 46' Кочнева), Кожникова, Порядина ( 56' Русских), Шмачкова, Скотникова , Харченко ( 46' Фомина), Морозова ( 46' Сочнева), Летюшова ( 46' Терехова), Мокшанова ( 73' Цидикова), Рогова, Петрова |                |       |                      |                   |

| 8 марта 2009 Товарищеский матч Кубок Кипра | Новая Зеландия                 | 2:4   | Россия                               | Никосия |
| | Percival 2′ · Hearn 60′ (пен.) | отчет | Фомина 15′, 23′, 84′ · Кожникова 35′ |         |
| Новая Зеландия: Bindon, Riley, Erceg, Smith, Green ( 63' Oostdam), Moorwood , Percival ( 60' Longo), Yallop, Hassett ( 80' Hoyle), Hearn ( 80' McLaughlin), White ( 70' Kete) · Россия: Тодуа, Порядина ( 60' Дьячкова), Кожникова, Цыбутович, Сергаева ( 60' Перцева), Морозова, Фомина, Савченкова ( 60' Рогова), Скотникова ( 62' Курочкина), Терехова ( 60' Петрова), Барбашина ( 61' Мокшанова) |                                |       |                                      |         |

| 10 марта 2009 Товарищеский матч Кубок Кипра | Канада            | 2:0   | Россия | Фамагуста |
| | Sinclair 70′, 82′ | отчет |        |           |
| Россия: Кочнева, Цидикова ( 46' Харченко), Кожникова, Порядина, Шмачкова, Скотникова ( 75' Перцева), Морозова ( 46' Петрова), Фомина, Мокшанова, Терехова ( 72' Русских), Рогова |                   |       |        |           |

| 12 марта 2009 Товарищеский матч Кубок Кипра | Шотландия              | 2:1   | Россия      | Никосия |
| | Grant 21′ · Hamill 27′ | отчет | 44′ Сочнева |         |
| Шотландия: Fay , Corsie, Dieke ( 45' Hollie Thomson), Ferguson ( 60' Jones), Grant ( 86' Crichton), Hamill, Little, Love, McBride ( 88' Brown), Ross ( 75' McDonald), Sneddon · Россия: Эльвира Тодуа, Ольга Порядина, Анна Кожникова ( 70' Наталья Перцева), Алла Сидоровская, Татьяна Скотникова, Екатерина Сочнева ( 60' Елена Морозова), Елена Фомина, Светлана Цидикова, Елена Терехова, Оксана Шмачкова, Наталья Шляпина |                        |       |             |         |

| 29 мая 2009 Товарищеский матч | Украина                  | 2:0   | Россия | Киев                                                                          |
| | Дятел 45′ · Зинченко 49′ | отчет |        | Стадион: УТК имени Банникова Зрителей: 250 Судья: Екатерина Монзуль (Украина) |
| Украина: Зварич, Лишафай, Мазуренко, Ходырева, Пекур, Дятел, Чёрная, Сухорукова, Бойченко ( 71' Лемешко), Зинченко, Апанащенко · Россия: Тодуа, Шмачкова, Цыбутович, Сергаева, Порядина, ( 63' Дьячкова), Скотникова , Фомина, Мокшанова ( 68' Терехова), Морозова, Савченкова, Курочкина ( 46' Барбашина) |                          |       |        |                                                                               |

| 6 июля 2009 Товарищеский матч | Россия | 0:0   | Китай | Красноармейск                                                          |
| |        | отчет |       | Стадион: Боевое братство Зрителей: Ирина Терещенко (Россия) Судья: 500 |
| Россия: Тодуа, Порядина, Цыбутович, Перцева ( 46' Кожникова), Шмачкова, Морозова, Скотникова , Фомина ( 71' Рогова), Савченкова, Курочкина ( 61' Барбашина), Петрова ( 58' Данилова) · Китай: Yanru, Huana ( 84' Fengyue), Fan, Ying Zhang ( 58' Min Wu), Xinzhi, Na ( 84' Yan Lu), Yan, Yanlu, Sa ( 41') ( 81' Lou Xiaoxu), Ling Sun, Dongna ( 74') |        |       |       |                                                                        |

| 9 июля 2009 Товарищеский матч | Россия | 0:1   | Китай     | Красноармейск                          |
| |        | отчет | 35′ Yanlu | Стадион: Боевое братство Зрителей: 700 |
| Россия: Тодуа, Сергаева ( 46' Данилова), Цыбутович, Перцева, Суслова ( 62' Шмачкова), Морозова, Скотникова , Рогова ( 46' Барбашина), Савченкова ( 75' Терехова), Петрова ( 46' Фомина), Курочкина ( 46' Порядина) · Китай: Yanru, Huana ( 39' 43'), Fan ( 29'), Ying Zhang ( 46' Dongna Li), Xinzhi, Na ( 12') ( 81' Min Wu), Yan, Yanlu ( 23'), Ling Sun, Ling Sun ( 57' Xiao Xu Ma, 71' Fengyue), Gaoping ( 65' Gao Yan) |        |       |           |                                        |

| 6 августа 2009 Товарищеский матч | Германия                                           | 3:1   | Россия        | Бохум                                     |
| | Гарефрикес 52′ · Цыбутович 63′ (авт.) · Мюллер 90′ | отчет | 53′ Курочкина | Зрителей: 13'303 Судья: Kunick (Германия) |
| Германия: Ангерер, Штегеман, Кран, Хингст ( 65' Бартусяк), Петер ( 85' Фусс), Брезоник, Кулиг, Гарефрикес, Принц ( 87' Мюллер), Лаудер ( 57' Байрамай), Грингс ( 69' Шашич) · Россия: Кочнева, Перцева, Цыбутович, Суслова, Скотникова , Морозова, Дьячкова ( 46' Кожникова), Савченкова, Фомина ( 84' Рогова), Сочнева ( 61' Данилова), Курочкина |                                                    |       |               |                                           |

| 13 августа 2009 Товарищеский матч | Россия            | 1:0   | Нидерланды | Красноармейск            |
| | Фомина 89′ (пен.) | отчет |            | Стадион: Боевое братство |
| Россия: Кочнева, Шмачкова, Перцева, Цыбутович ( 28' Кожникова), Порядина, Скотникова , Фомина, Савченкова, Морозова, Петрова ( 80' Терехова), Курочкина ( 57' Данилова) · Нидерланды: Гёртс, Bito, Koster ( 78' Spitse), Meulen, Hogewoning, Hoogendijk, Kiesel, Ван де Вен, Meulen, Stevens ( 84' Ван де Санден), Pieëte ( 46' Brummel, 90' de Ridder) |                   |       |            |                          |

| 25 августа 2009 Групповой матч ЧЕ-2009 | Швеция                               | 3:0   | Россия | Турку                                              |
| | Rohlin 5′ · Svensson 15′ · Seger 82′ | отчет |        | Зрителей: 4'697 Судья: Kirsi Heikkinen (Финляндия) |
| Швеция: Lindahl, Paulson, Larsson, Rohlin, Thunebro, Seger, Dahlkvist ( 69' Liljegärd), Asllani ( 76' Nilsson), Sjögran, Schelin, Svensson ( 87' Fischer) · Россия: Кочнева, Порядина, Перцева, Цыбутович, Шмачкова, Скотникова ( 87' Харченко), Фомина, Морозова, Савченкова, Курочкина ( 46' Данилова), Петрова ( 62' Терехова) |                                      |       |        |                                                    |

| 28 августа 2009 Групповой матч ЧЕ-2009 | Англия                               | 3:2   | Россия                       | Хельсинки                                                             |
| | Carney 24′ · Aluko 32′ · K.Smith 42′ | отчет | 2′ Цыбутович · 22′ Курочкина | Стадион: Sonera Stadium Зрителей: 1'462 Судья: Dagmar Damková (Чехия) |
| Англия: Brown, Scott, White , Johnson, Unitt, Chapman, Williams, Carney, K.Smith, S.Smith ( 66' Clarke), Aluko · Россия: Кочнева, Порядина ( 90' Мыскив), Цыбутович, Перцева, Шмачкова, Скотникова , Фомина ( 76' Барбашина), Морозова, Савченкова, Курочкина, Данилова ( 46' Петрова) |                                      |       |                              |                                                                       |

| 31 августа 2009 Групповой матч ЧЕ-2009 | Италия                       | 2:0   | Россия | Хельсинки                                                                  |
| | Gabbiadini 77′ · Zorri 90+3′ | отчет |        | Стадион: Олимпийский стадион Зрителей: 1'112 Судья: Gyöngyi Gaál (Венгрия) |
| Италия: Picarelli, D’Adda, Tona, Schiavi, Gama, Carissimi ( 49'), Domenichetti, Tuttino ( 74' Zorri), Gabbiadini, Panico , Pini ( 64' Guagni) · Россия: Тодуа, Порядина ( 60' Данилова), Кожникова, Цыбутович ( 90+2'), Перцева ( 77'), Фомина, Скотникова ( 46' Сочнева), Морозова, Савченкова ( 68' Барбашина), Петрова, Курочкина |                              |       |        |                                                                            |

| 23 сентября 2009 Отборочный матч ЧМ-2011 | Швейцария | 1:2   | Россия                       | Фислисбах                      |
| | Meyer 87′ | отчет | 8′ Скотникова · 16′ Данилова | Судья: Teodora Albon (Румыния) |
| Швейцария: Brunner, Remund, Graf, Бахман, Keller, Дикенманн , Kuster ( 68' Meyer), Црногорчевич ( 81' Костула Франгули), Moser, Abbé, Maendly · Россия: Тодуа, Кожникова ( 22'), Порядина, Петрова ( 75' Терехова), Цыбутович, Морозова, Сочнева ( 46' Фомина), Скотникова , Шмачкова, Савченкова, Данилова ( 83' Курочкина) |           |       |                              |                                |

| 25 октября 2009 Отборочный матч ЧМ-2011 | Россия                                      | 3:0   | Ирландия | Красноармейск                                             |
| | Морозова 12′ · Савченкова 52′ · Петрова 90′ | отчет |          | Стадион: Боевое братство Судья: Дженни Палмквист (Швеция) |
| Россия: Кочнева, Кожникова, Порядина, Цыбутович, Петрова, Морозова, Фомина ( 90' Терехова), Скотникова , Шмачкова, Савченкова ( 90' Рогова), Данилова ( 46' Барбашина) · Ирландия: Бирн, Curtis, De Búrca ( 73' McDonnell), Grant , McDonnell, O'Gorman, Fahey, Тейлор, Tracy ( 81' Curtin), O'Sullivan, Connor ( 73' O'Brien) |                                             |       |          |                                                           |

| 17 ноября 2009 Отборочный матч ЧМ-2011 | Израиль   | 1:6   | Россия                                                                          | Рамат-Ган                                                       |
| | Cohen 47′ | отчет | 10′ Порядина · 29′, 89′ Фомина · 62′ Савченкова · 81′ Курочкина · 85′ Кожникова | Стадион: Рамат-Ган Судья: Mihaela Gurdon-Basimamovic (Хорватия) |
| Израиль: Shamir, Tali Hanan (46' Cohen), Ravitz, Erez, Sade, Shirley ( 72' Ortal), Lavi , Ифат Коэн, Twil, Sivan Fhima, Таль Шино ( 53' Falkon) · Россия: Кочнева, Кожникова, Порядина, Цыбутович, Петрова ( 59' Данилова), Морозова, Барбашина ( 46' Курочкина), Савченкова, Фомина ( 88' Харченко), Скотникова , Шмачкова |           |       |                                                                                 |                                                                 |

### Тренировочный матч
Матч с неограниченным количеством замен.
| 16 августа 2009 Тренировочный матч | Россия | 11:0  | Россия (U-19) | Бронницы     |
|                                    |        | отчет |               | Стадион: УТЦ |

### Благотворительный матч
Встреча состояла из двух таймов по 40 минут, с неограниченным количеством повторных замен.
| 4 июля 2009 Благотворительный матч | Россия                                       | 3:3   | Росич-Старко                     | Красноармейск                                                               |
| | Савченкова 46′ · Барбашина 63′ · Петрова 74′ | отчет | 17′, 59′ Смертин · 69′ Глинников | Стадион: Боевое Братство Зрителей: 3'500 Судья: Наталья Авдонченко (Москва) |
| Россия: Тодуа ( 41' Важнова), Кожникова ( Мыскив), Шмачкова ( Савченкова), Порядина ( Перцева), Цыбутович ( Сочнева), Скотникова ( Фомина), Рогова ( Харченко), Цидикова ( Петрова), Морозова ( Терехова), Курочкина ( Данилова), Суслова ( Барбашина) · Росич-Старко: Рафаэль Исангулов, Пресняков , Ковтун, Белый, А.Смертин, Е.Смертин, Кузнецов, Бутусов, Трубач, Нарцисс, Салтыков, Кемеровский, Алексей Яшин, Роман Лямцев, Булатов, Глинников |                                              |       |                                  |                                                                             |

## Игры и голы
Игроки включённые в список «33 лучшие футболистки сезона 2009 года».
| №.             | Нац.        | Позиция | Игрок                                | Всего | Всего | Официальные матчи | Официальные матчи |
| №.             | Нац.        | Позиция | Игрок                                | Игры  | Голы  | Игры              | Голы              |
| Вратари        |             |         |                                      |       |       |                   |                   |
| -------------- | ----------- | ------- | ------------------------------------ | ----- | ----- | ----------------- | ----------------- |
|                | Флаг России | Вр      | Елена Кочнева («ШВСМ Измайлово»)     | 8     | -12   | 8                 | -12               |
|                | Флаг России | Вр      | Эльвира Тодуа («Россиянка»)          | 7     | -10   | 7                 | -10               |
| Полевые игроки |             |         |                                      |       |       |                   |                   |
|                | Флаг России | Нап     | Наталья Барбашина («Звезда-2005»)    | 8     | 0     | 8                 | 0                 |
|                | Флаг России | ПЗ      | Елена Данилова («Россиянка»)         | 10    | 1     | 10                | 1                 |
|                | Флаг России | ПЗ      | Мария Дьячкова («Звезда-2005»)       | 3     | 0     | 3                 | 0                 |
|                | Флаг России | Защ     | Анна Кожникова («Россиянка»)         | 10    | 2     | 10                | 2                 |
|                | Флаг России | Защ     | Олеся Курочкина («Звезда-2005»)      | 11    | 3     | 11                | 3                 |
|                | Флаг России | Нап     | Ольга Летюшова («ШВСМ Измайлово»)    | 1     | 0     | 1                 | 0                 |
|                | Флаг России | Нап     | Наталья Мокшанова («Россиянка»)      | 4     | 1     | 4                 | 1                 |
|                | Флаг России | ПЗ      | Елена Морозова («Россиянка»)         | 14    | 1     | 14                | 1                 |
|                | Флаг России | ПЗ      | Надежда Мыскив («Россиянка»)         | 1     | 0     | 1                 | 0                 |
|                | Флаг России | ПЗ      | Наталья Перцева («Россиянка»)        | 9     | 0     | 9                 | 0                 |
|                | Флаг России | ПЗ      | Ольга Петрова («Россиянка»)          | 13    | 1     | 13                | 1                 |
|                | Флаг России | Защ     | Ольга Порядина («Россиянка»)         | 14    | 1     | 14                | 1                 |
|                | Флаг России | ПЗ      | Алла Рогова («ШВСМ Измайлово»)       | 7     | 0     | 7                 | 0                 |
|                | Флаг России | ПЗ      | Наталья Русских («Россиянка»)        | 2     | 0     | 2                 | 0                 |
|                | Флаг России | ПЗ      | Валентина Савченкова («Звезда-2005») | 12    | 2     | 12                | 2                 |
|                | Флаг России | Защ     | Ольга Сергаева («Звезда-2005»)       | 3     | 0     | 3                 | 0                 |
|                | Флаг России | ПЗ      | Татьяна Скотникова («Россиянка»)     | 14    | 1     | 14                | 1                 |
|                | Флаг России | ПЗ      | Екатерина Сочнева («ШВСМ Измайлово») | 5     | 1     | 5                 | 1                 |
|                | Флаг России | Защ     | Елена Суслова («Звезда-2005»)        | 2     | 0     | 2                 | 0                 |
|                | Флаг России | ПЗ      | Елена Терехова («Россиянка»)         | 9     | 0     | 9                 | 0                 |
|                | Флаг России | ПЗ      | Елена Фомина («ШВСМ Измайлово»)      | 14    | 6     | 14                | 6                 |
|                | Флаг России | ПЗ      | Надежда Харченко («Россиянка»)       | 4     | 0     | 4                 | 0                 |
|                | Флаг России | ПЗ      | Светлана Цидикова («Энергия»)        | 2     | 0     | 2                 | 0                 |
|                | Флаг России | Защ     | Ксения Цыбутович («Россиянка»)       | 12    | 1     | 12                | 1                 |
|                | Флаг России | Защ     | Оксана Шмачкова («Россиянка»)        | 11    | 0     | 11                | 0                 |